# Henri Guisan
Henri Guisan (Mézières, 21 de outubro de 1874 — Pully, 7 de abril de 1960) foi um general do exército suíço, Comandante em Chefe durante a Segunda Guerra Mundial e provavelmente o mais famoso militar suíço. Ele é lembrado principalmente por mobilizar efetivamente o exército e o povo suíços com o intuito de preparar a resistência contra a possível invasão da Suíça pela Alemanha Nazista em 1940.

## Família e carreira

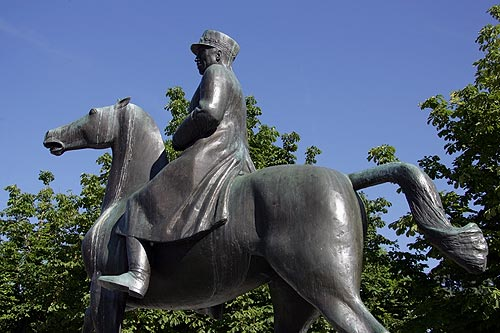
Estátua eqüestre de Henri Guisan em Lausanne

Henri Guisan nasceu em 1874 em Mézières, no cantão de Vaud, uma região protestante da Suíça francófona. Era descendente de Huguenotes protestantes que emigraram da França em 1685. Freqüentou a escola em Lausanne, e inicialmente estudou Medicina agricultural. Após entrar no exército suíço em 1894, foi designado para uma unidade de artilharia em Bière como Tenente. Foi promovido diversas vezes, alcançando o posto de Coronel em 1920.

## Defesa da nação

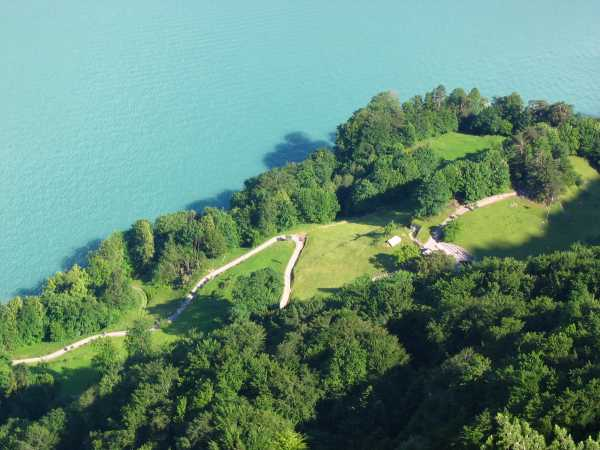
A pradaria do Rütli, onde Guisan discursou para o corpo de oficiais suíços.

Em 28 de agosto de 1939, a Assembléia Federal Suíça reuniu-se para eleger um General, posto existente somente em tempo de guerra ou emergência nacional. Em 30 de agosto de 1939, Guisan foi eleito General por 204 votos de um total de 227 votos válidos. Foi-lhe dada a instrução de garantir a independência do país e de manter a integridade do território suíço. Em 1939, as Forças Armadas suíças podiam reunir 430 000 homens, aproximadamente 20% da força ativa. No entanto, o equipamento militar suíço não tinha comparação com o poderio militar alemão. A indicação de Guisan ocorreu apesar de ele ser membro da Schweizerischer Vaterländischer Verband, uma organização reconhecidamente pro-nazista.
Em 25 de julho de 1940, o General Guisan proferiu seu histórico discurso ao corpo de oficiais suíços reunido no terreno do Rütli, onde, segundo a tradição, o primeiro juramento da Confederação Suíça, o Rütlischwur, foi feito em 1291.
Guisan deixou claro que a Suíça resistiria a qualquer invasão alemã (a, já planejada, Operação Tannenbaum). Se a munição acabasse, eles usariam suas baionetas. Ele disse que a Suíça se defenderia de qualquer invasor e jamais se renderia. O governo suíço tinha uma estrutura descentralizada, de modo que mesmo o Presidente Federal tinha relativamente pouco poder, e nenhuma autoridade para assinar uma capitulação. De fato, os cidadãos suíços haviam sido instruídos para considerar qualquer pedido de rendição como mentiras inimigas e resistir até o fim.
Como conseqüência, Guisan desenvolveu seu famoso "Conceito Reduit" (ver: Reduto nacional) no verão de 1940, segundo o qual o exército suíço se retiraria para os Alpes relativamente cedo se atacado, mantendo a resistência através de táticas de guerrilha a partir dessas posições. A organização paramilitar suíça Aktion Nationaler Widerstand (Ação de Resistência Nacional), formada de contatos entre figuras militares selecionadas e círculos civis conservadores, tinha a tarefa explícita de convencer a população civil a resistir aos invasores.
A principal estratégia, no entanto, foi a dissuasão. Mesmo se a pequena Suíça tinha um exército de apenas 430 000 homens, a Alemanha jamais arriscou uma invasão. Em 20 de agosto de 1945, o General Guisan deixou o comando, considerando que sua missão havia sido cumprida. Ele morreu em 7 de abril de 1960.